# Aeronca L
L'Aeronca L est un avion américain, monoplan biplace côte à côte à aile basse, et cabine fermée apparu en 1935. Avec un train pantalonné et un anneau Townend carénant le moteur, l’appareil révélait un souci d’aérodynamisme, mais Aeronca n’eut jamais beaucoup de succès avec les avions à aile basse.

## Les modèles

### Aeronca LW
Dessiné par Giles Barton et Roger Schlemmer, le prototype [NX14558] effectua son premier vol en novembre 1935 (Pilote Fred Fluck) avec un moteur Aeronca E-113. Nettement sous-motorisé, il n’effectua qu’un seul vol et fut modifié en Aeronca LA.

### Aeronca LA
Premier modèle commercialisé, certifié (ATC-596) avec un moteur LeBlond 5DE de 70 ch. 13 exemplaires furent construits (y compris l’unique LW).

### Aeronca LB
Nouvelle version proposée en 1936 avec un moteur LeBlond 5DF (en) de 90 ch. Vendu 3 000 U$, 28 exemplaires construits, dont quelques exemplaires avec un Rearwin-Leblond de 70 ch.

### Aeronca LC
En 1936 un Aeronca L fut équipé d’un moteur Warner de 50 ch. La puissance étant insuffisante, il fut rééquipé d’un Warner de 90 ch, avec lequel il put être certifié (ATC-614) et vendu 3 275 U$. Environ 25 exemplaires construits.

### Aeronca LCS
Un unique Aeronca LC équipé de flotteurs [NC16289].

## Quelques survivants
7 exemplaires existent toujours, dont le [NC15292], conservé au Florida Aviation Museum (en) et le [NC17484], propriété de l’AirVenture Museum (en).